# Туризм в Таиланде

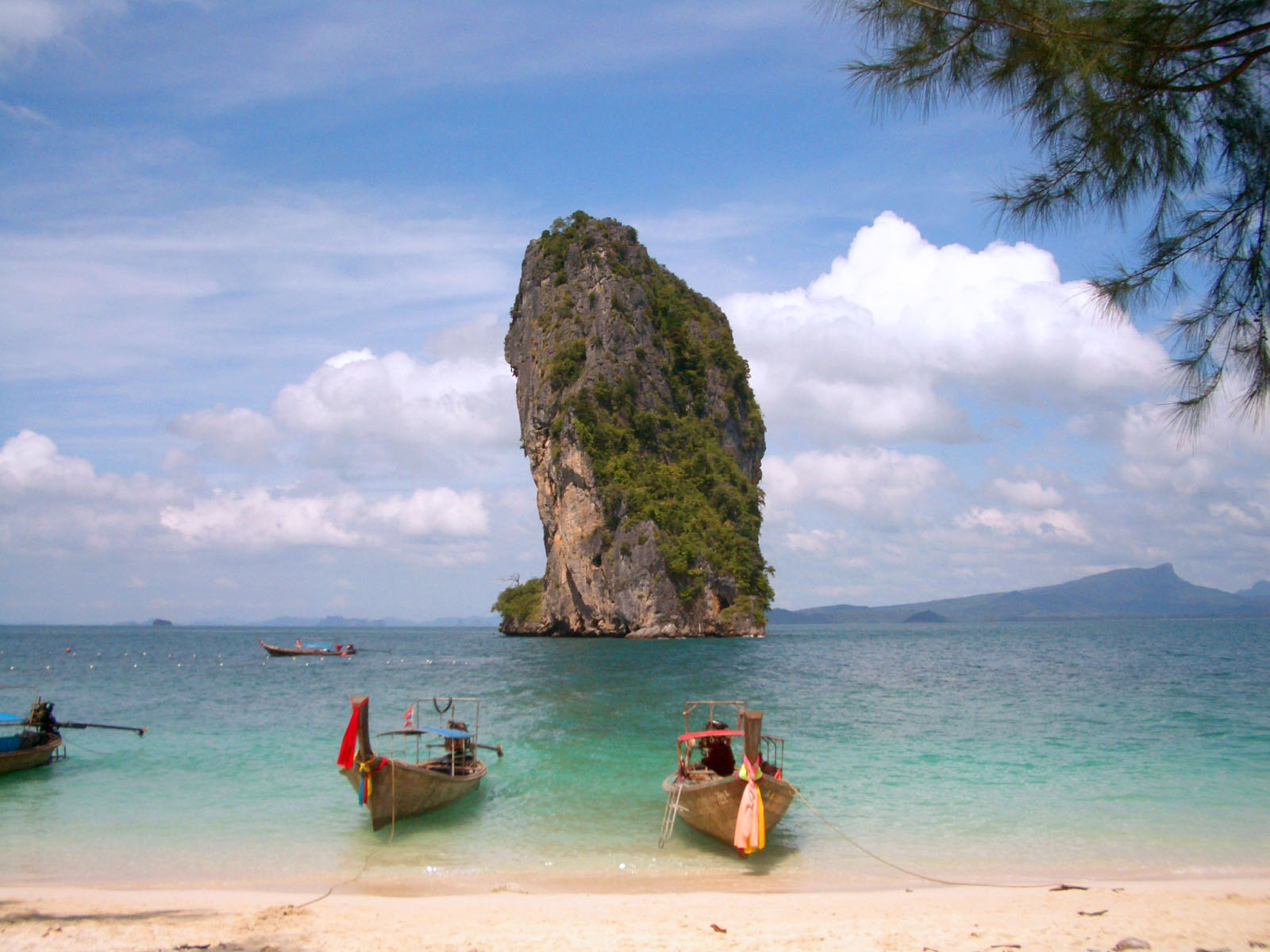
Пляж Пода

Туризм в Таиланде является одной из значимых отраслей экономики страны. Доходы от туризма составляют значительную долю ВВП Таиланда (в 2007 году — 6,9 %).

## История туризма в Таиланде
За 1956 год Таиланд посетило 40 207 иностранных туристов, 39 000 из них прибыли авиатранспортом.
Начало массового туризма в Таиланде можно отнести к 1960-м годам, когда страна играла роль тыла для американских солдат, которые воевали во Вьетнаме. Здесь располагались крупные военные базы, а также места для отдыха военнослужащих США, находящихся в отпуске.
С конца 1960-х годов на юге Таиланда началось массовое строительство отелей, баров, массажных салонов и сопутствующей туристической инфраструктуры. Одновременно с этим, начали открываться многочисленные туристические агентства, которые устраивали экскурсии к важнейшим достопримечательностям. Солдаты, вернувшиеся домой после войны, возвращались в Таиланд вместе с семьями и проводили здесь свои отпуска.
Основными конкурентами являются такие страны как Вьетнам, Камбоджа, Индонезия, Филиппины, Индия и Малайзия. Пик активности приходится на рождественские и новогодние каникулы.
Туристы из России предпочитают отдыхать на пляжах и островах Таиланда, на таких курортах как Пхукет, Паттайя, Самуи.
Другой особенностью туризма в Таиланде является всё возрастающее количество людей, приезжающих из северных широт на долгосрочную «зимовку». Обычно они остаются в Таиланде с ноября по апрель, то есть самое климатически благоприятное время года. С 2018 года иммиграционные службы Таиланда стали более строго следить за периодом пребывания туристов, и больше не выдают туристические визы, если срок пребывания в Таиланде превышает 6 месяцев в течение года.

## Туристические центры

### Южный Таиланд

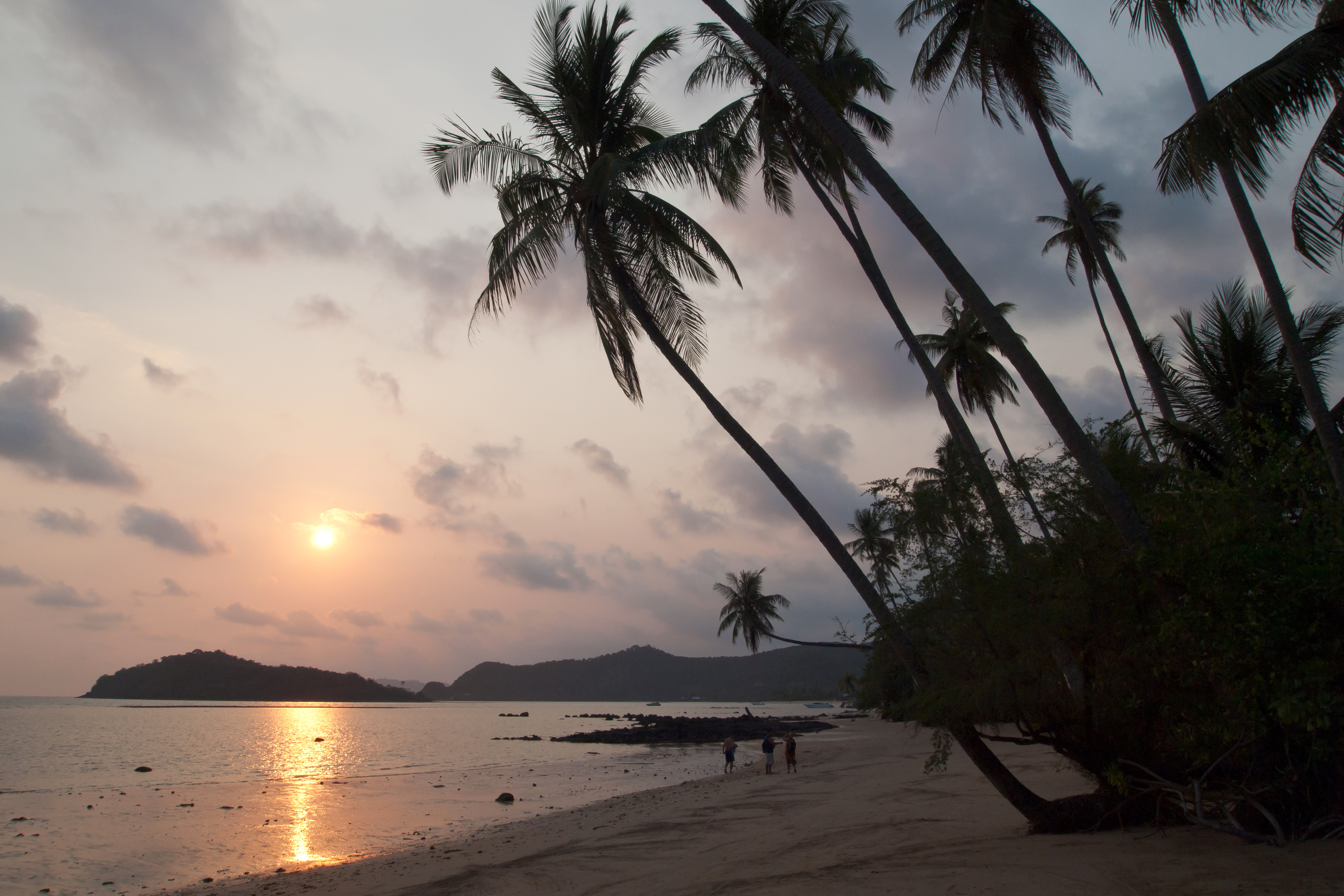
Пляж на острове Ко Мак

Регион расположен на полуострове Малакка в южной части страны. На востоке берега омываются Сиамским заливом Южно-Китайского моря, а на западе — Андаманским морем. Осевую часть полуострова занимают горные хребты, расчлененные небольшими долинами, а прибрежная территория имеет равнинный рельеф. Большая часть юга покрыта лесистыми холмами, перемежающимися с плантациями тропических фруктов и каучуковых деревьев.
Начало развития туристической индустрии относится к 1970-м годам, когда здесь начали появляться первые бунгало, однако, настоящий бум пришёлся на 1990-е годы, который подхлестнул развитие отрасли в этом регионе. Сегодня основные курорты, которые специализируются на массовом туризме, находятся на островах Пхукет и Самуй и в провинции Краби. Всё большую популярность набирает Хуа Хин, расположенный относительно недалеко от Бангкока. 
26 декабря 2004 года западное побережье полуострова, в особенности остров Пхукет пострадали от удара цунами, вызванного землетрясением на дне Индийского океана. Здесь погибло несколько сотен человек, включая иностранных туристов. Практически все основные пляжи западного побережья, особенно Камала, Патонг, Карон и Ката, получили большие повреждения. Пострадали также отели на южных пляжах острова. В течение года владельцы отелей занимались восстановлением своей инфраструктуры и к 2005 году поток туристов вернулся на прежний уровень.

### Центральный Таиланд

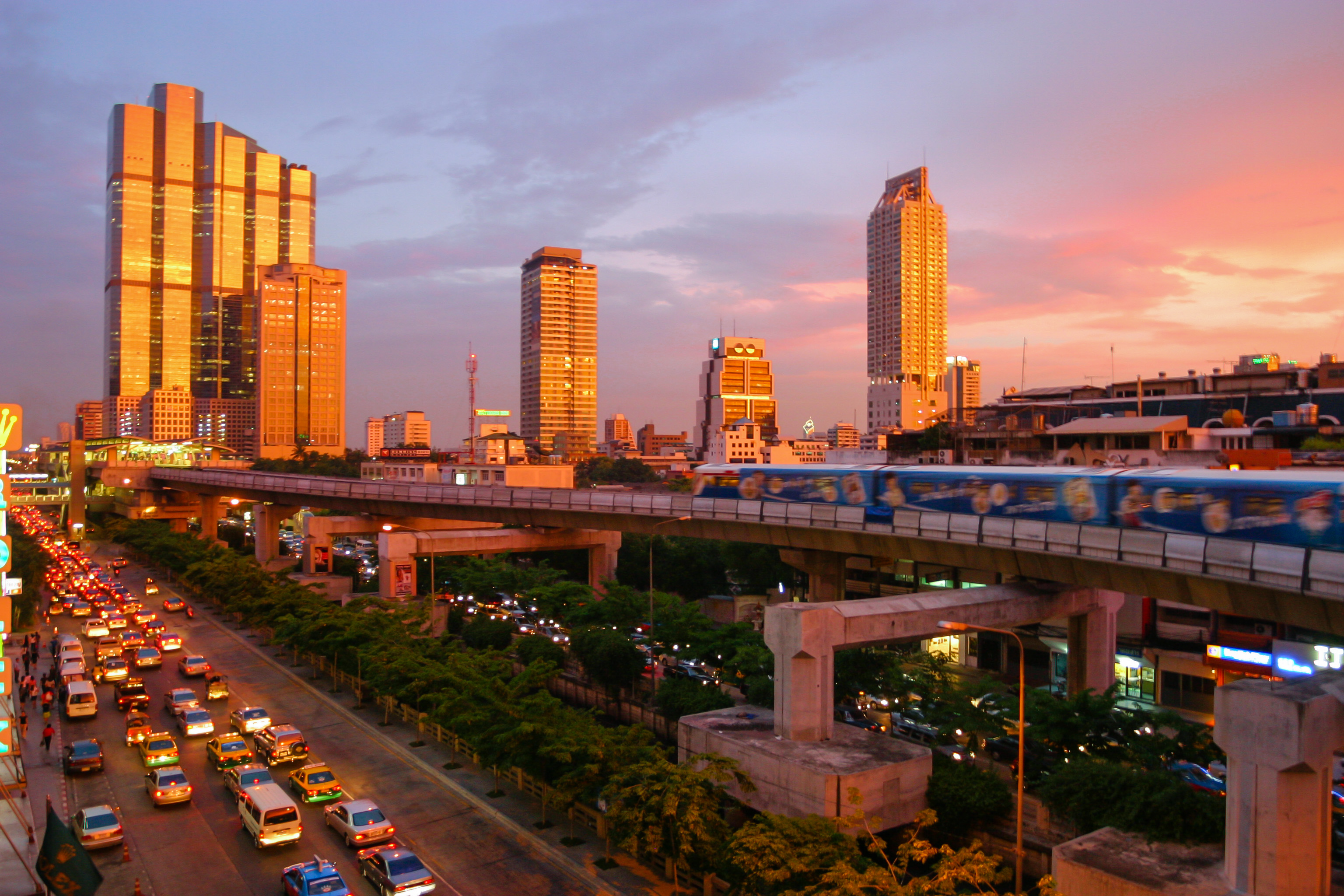
Панорама Бангкока на закате

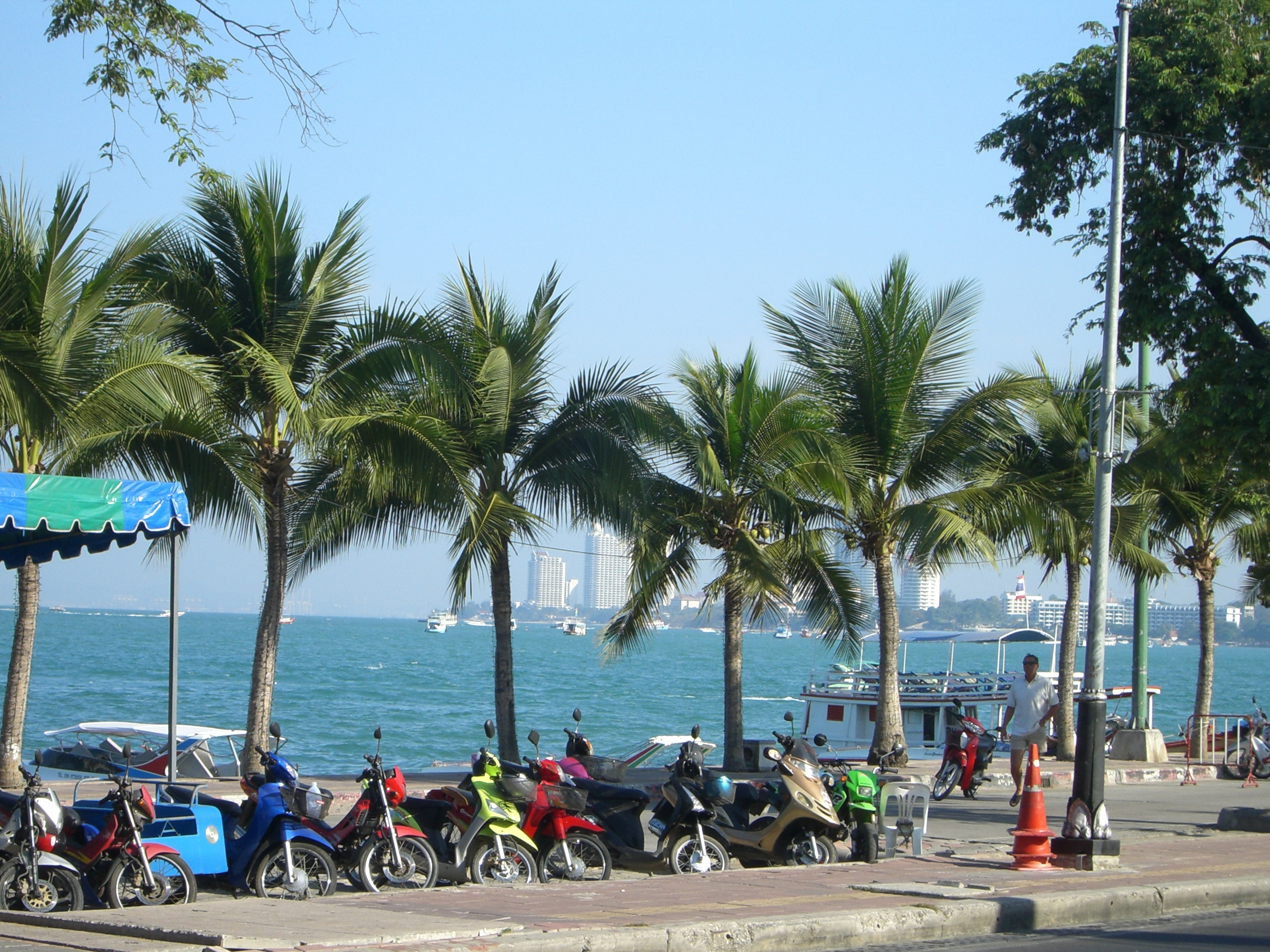
Одна из набережных Паттайи

Этот регион находится в долине реки Чаупхраи, а также прилегающим к ней горным поясом вместе с частью полуострова Малакка. Здесь сконцентрирована большая часть населения, а также крупнейшие предприятия, основные транспортные магистрали и историко-культурные достопримечательности. Центром региона является город Бангкок — столица Таиланда. Историческая часть города окружена со всех сторон каналами, башнями и стенами. Здесь же располагается королевский дворец, многочисленные буддийские храмы: Ват Пхо (Храм Лежащего Будды), Ват Пхра Кео (Храм Изумрудного Будды), храм Ват-Ратчанадда, Ват Арун и другие. Туристическая инфраструктура Бангкока рассчитана на большое количество отдыхающих, разных интересов и достатка. Большинство отелей расположено в центре города, в том числе и старейший отель Таиланда The Oriental, построенный в 1887 году.
Южнее Бангкока находится один из самых главных тайских курортов — Паттайя. Этот небольшой городок ежегодно посещают до 5,5 млн туристов из стран Европы и Восточной Азии. Практически всю прибрежную полосу занимают пляжи, на которых построены многочисленные гостиничные комплексы. 
Рядом с Паттайей и Бангкоком имеются все возможные туристические аттракционы. Аквапарки, зоопарки, крокодиловые фермы, тропические сады, необитаемые острова и многое другое.

### Северный Таиланд
Север страны и часть северо-востока — это горы, покрытые лесами и испещрённые мелкими озёрами. Большие территории отданы под многочисленные национальные парки и заповедники. Регион интересен прежде всего тем, кто приезжает в Таиланд для занятия активным туризмом. Основные города привлекающие туристов это Чиангмай, Чианграй, Пай, Мэхонгсон и район Золотого Треугольника.

### Северо-Восточный Таиланд
Эта часть страны представляет собой горное плато Корат, находящееся на высоте 300 м над уровнем моря, населённое преимущественно этническими лао. В экономическом плане провинции Северо-Восточного Таиланда достаточно бедны и практически не участвуют в индустрии массового туризма. Единственные рекреационные ресурсы, которые привлекают сюда отдыхающих и путешественников — это природные достопримечательности и культура местных жителей, с их праздниками, фестивалями, народными промыслами.

## Организации и веб-ресурсы в области туризма

### Туристическое Управление Таиланда
Туристическое Управление Таиланда (Tourism Authority of Thailand — TAT) действует с 18 марта 1960 года. ТАТ стало первой организацией, которая активно занялась продвижением Таиланда на мировые рынки туризма. В настоящее время в Таиланде работает около 29 местных офисов Туристического Управления и более 21 представительства по всему миру. С 2015 года главой Туристического Управления Таиланда является г-н Ютхасак Супасорн.
Московское представительство Туристического управления Таиланда было открыто в апреле 2008 года с целью развития туристических связей между Таиландом и странами СНГ, популяризации туристических возможностей Таиланда, после вступления в силу российско-таиландского соглашения о безвизовых поездках (23 марта 2007 года), предусматривающее возможность безвизового пребывания россиян с туристическими целями в Таиланде и таиландцев в России сроком до 30 дней. Представительство осуществляло свою деятельность на территории Российской Федерации, а также ещё девяти стран постсоветского пространства С 2008 года количество российских туристов, посетивших Таиланд, увеличилось в десять раз, превысив миллион человек в 2016 году.

### Объединения и государственные организации
- Тайская ассоциация отелей (Thai Hotel Association — THA) была создана в 1963 году. В настоящее время, имеет в общей сложности 778 членов, отели для целей рейтинга классифицируются по 11 группам в зависимости от расположения.
- Тайская ассоциация туристских агентств (Association of Thai travel agencies — ATTA) — некоммерческая организация, созданная в 1968 году, насчитывает около полутора тысяч членов.
- Тайское выставочное бюро (Thai Convention and Exhibition Bureau — TCEB) является основной организацией, представляющей участников выставочного бизнеса.
- Туристическая полиция. Для содействия и помощи иностранцам, тайское правительство создало отдельную туристическую полицию с отделениями в крупных центрах рекреации.

## Статистика туризма
Сегодня Таиланд является одним из основных туристических центров в Юго-Восточной Азии. Число посетивших страну туристов увеличилось с 400 тысяч в 1967 году до 32,5 млн человек в 2016. 
По данным Туристического управления Таиланда. В десятку лидеров по направлению туристов в Таиланд в 2016 году вошли:
- 1. КНР — 8 874 887 человек
- 2. Малайзия — 3 525 018 человека
- 3. Республика Корея — 1 475 520 человек
- 4. Япония — 1 438 850 человека
- 5. Лаос — 1 402 444 человека
- 6. Индия – 1 182 521 человек
- 7. Россия – 1 059 388 человек
- 8. Великобритания – 1 004 689 человек
- 9. Сингапур – 972 184 человека
- 10. США – 964 074 человека

Средняя продолжительность пребывания иностранных гостей, по состоянию на 2016 год, составила 9,5 дней, при этом туристы принесли доход до 48 миллиардов долларов США.